# 广翅鲎目

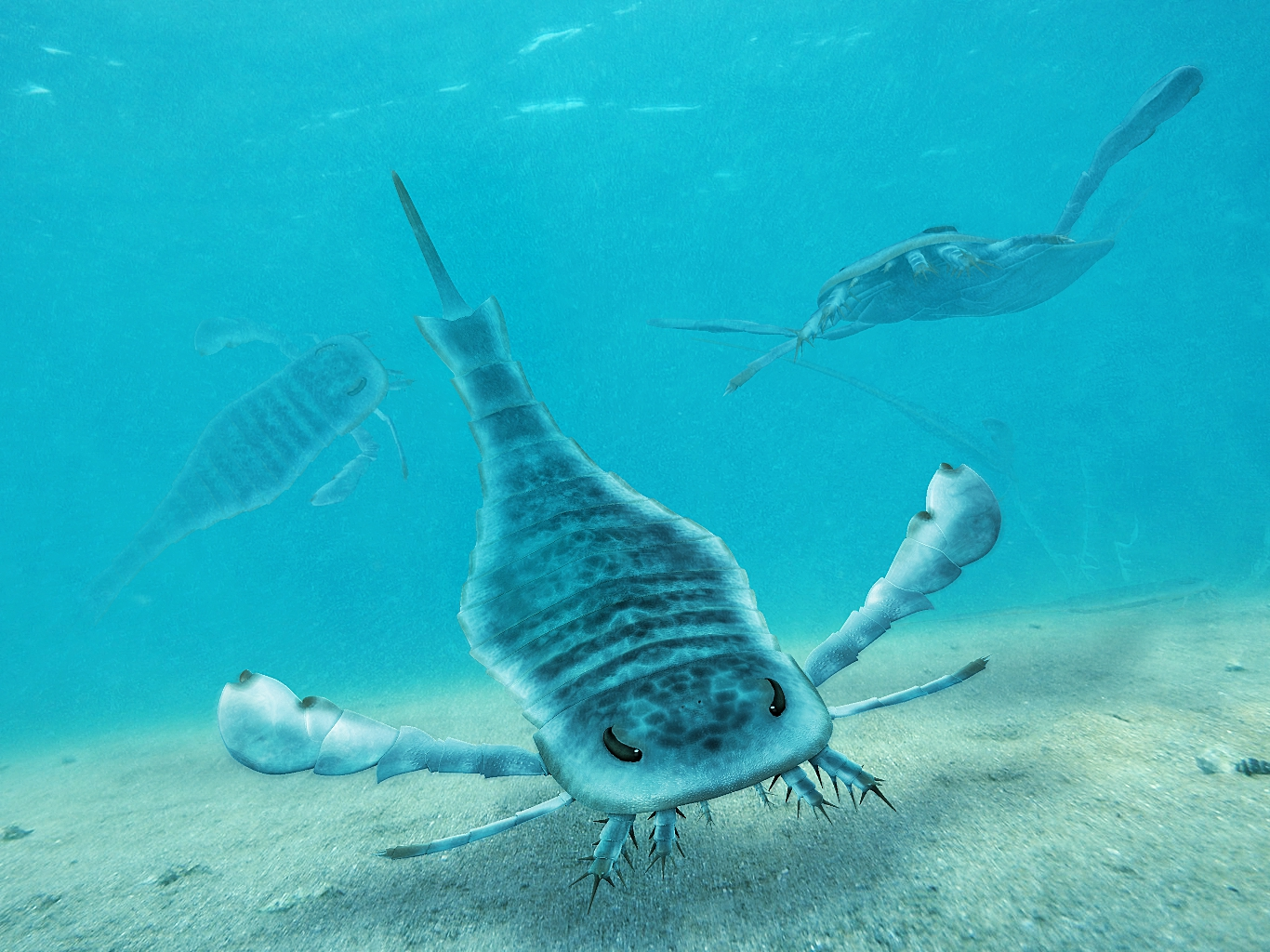
廣翅鱟屬（Eurypterus）的想像圖

板足鲎目（學名：Eurypterida）又名广翅鲎目、广翼目，通称板足鲎、广翅鲎、海蝎，是一类已灭绝的节肢动物，大约有300种已知的板足鲎。

## 存活年代

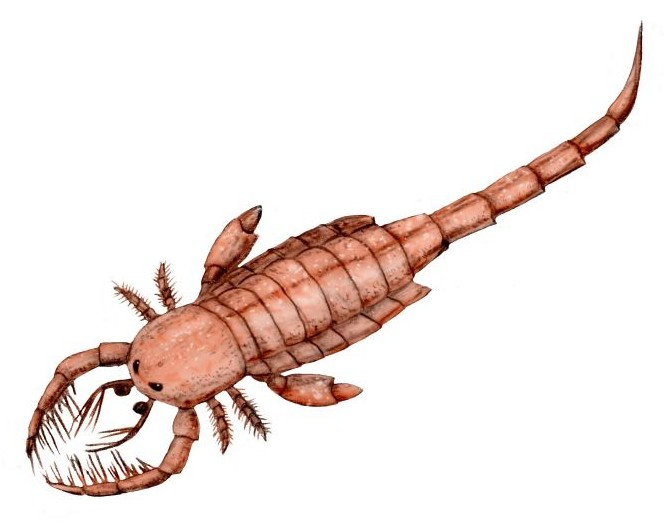
生存于志留纪的混足鱟

诞生于奥陶纪，距今约4亿6700万年前，繁盛于志留纪，灭绝于二疊紀-三疊紀滅絕事件。大约生存了2.2亿年。

## 名稱由來
Eurypterid 这个词由eury和pteron两部分组成，均源自于希腊文字，eury是广泛或宽大的意思，pteron是翅膀的意思。

## 特征
板足鲎的身体呈琵琶形，分为头胸部和前、后腹部，有一双复眼和一对所谓的简单单眼小眼睛，头胸部具有六对附肢，第一对为螯肢。
由于板足鲎的附肢在进化中变得十分粗壮，使得部分物种已经有了在陆地上活动的能力。化石研究表明其中的一些物种除了原有的鰓以外，已经进化出了第二套鰓，用于呼吸空气中的氧气，从而具备了登上了陆地，进行两栖式的生活条件。板足鲎曾大量的生活于今天的美国纽约州。1984年，广翅鲎属被选为纽约州官方标本。

## 生活習性
牠们生活在河口和三角洲附近，是可怕的食肉动物，并且是群居动物，部分种类的头部长出了两只巨大的钳子,这是牠们的第二对足所演化而来的，用来对目标进行攻击，锋利的爪可以抓住一条滑溜溜的鱼。并且牠们全身上下都覆盖着厚厚的外骨骼形成的铠甲，对身体进行保护。

## 體型

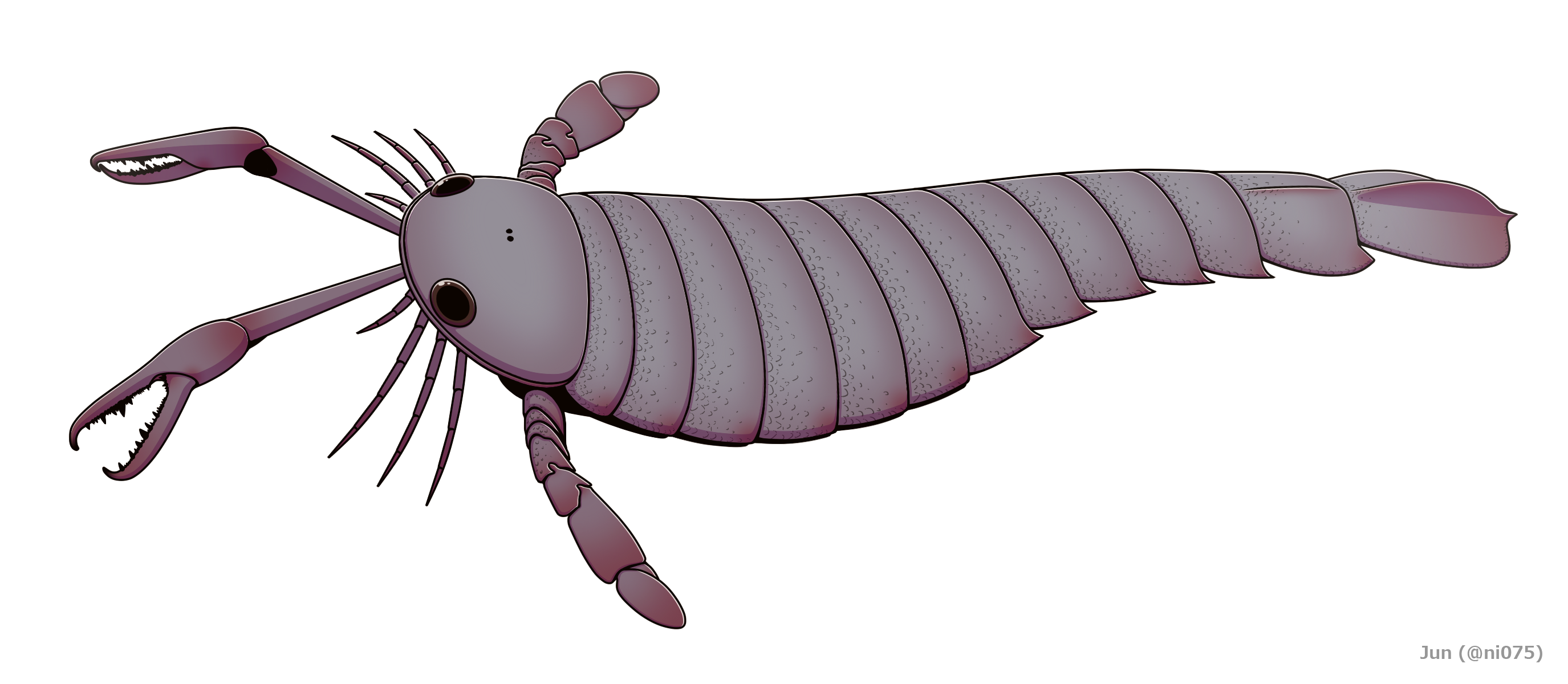
Pterygotus 复原图

最大型的板足鲎為Jaekelopterus rhenaniae，在2007年發現了長達46 cm（18英寸）的螯肢，由此推斷其全長可達2.6米（8英尺6英寸）.。其他大型的板足鲎包括翼肢鱟，最大體長可達1.6米（5英尺3英寸）。Pentecopterus decorahensis預估體長可達1.83米（6英尺0英寸） 。Hibbertopterus scouleri的體長也預估接近2米（6英尺7英寸）。其他較小型的板足鲎體型大約在1米（3英尺3英寸），均為顶级掠食者。

## 与其它螯肢动物的关系
板足鲎一向被视为鲎（剑尾目）的近亲，同屬頭胸足類（Prosomapoda），甚至一度被放進剑尾目所在的肢口纲（Metastomata）之中。但较后一些研究认为板足鲎与蛛形纲更接近，而改将两者一起放在硬器類这一演化支，不再屬於肢口纲。尤其是板足鲎的形态跟蝎子很相似，常常被视为蝎子的近亲，因而被称为“海蝎”。此外，板足鲎也已确定和一类已灭绝的螯肢动物淵盾鱟目（Chasmataspida）拥有许多共同的特征，使两者容易被人们混淆，現已和蛛形綱一起歸類于十三腹節類（Dekatriata）。2007年时有关板足鲎、蛛形纲和其近亲的研究总结基本上确认了板足鲎、蛛形纲和剑尾目这三个主要群体，但其中的细节还不太清楚。